# The Passing of the Old Four-Wheeler
The Passing of the Old Four-Wheeler è un cortometraggio muto del 1912 diretto e interpretato da Warwick Buckland. 
Si conoscono pochi dati del film che, prodotto dalla Hepworth, fu distrutto nel 1924 dallo stesso produttore. Cecil M. Hepworth, in gravi difficoltà finanziarie, giunse a tanto per poter recuperare il nitrato d'argento della pellicola.

## Trama
In fin di vita, la figlia di un vetturino convince il padre a restituire una banconota da cinque sterline che era stata smarrita.

## Produzione
Il film fu prodotto dalla Hepworth.

## Distribuzione
Distribuito dalla Hepworth, il film - un cortometraggio di una bobina - uscì nelle sale cinematografiche britanniche il 27 giugno 1912.